# Kotlassia
Kotlassia is een geslacht van uitgestorven Seymouriamorpha. Fossielen zijn gevonden in Rusland, in het dorp Novinki, dicht bij de stad Kotlas. De naam van het geslacht is afgeleid van de stad. De lagen waarin de fossielen zijn gevonden dateren uit het Laat-Perm. Samen met vele andere dieren stierf Kotlassia uit aan het einde van het Perm in de Perm-Trias-massa-extinctie die de grens markeerde tussen het Perm en het Trias.

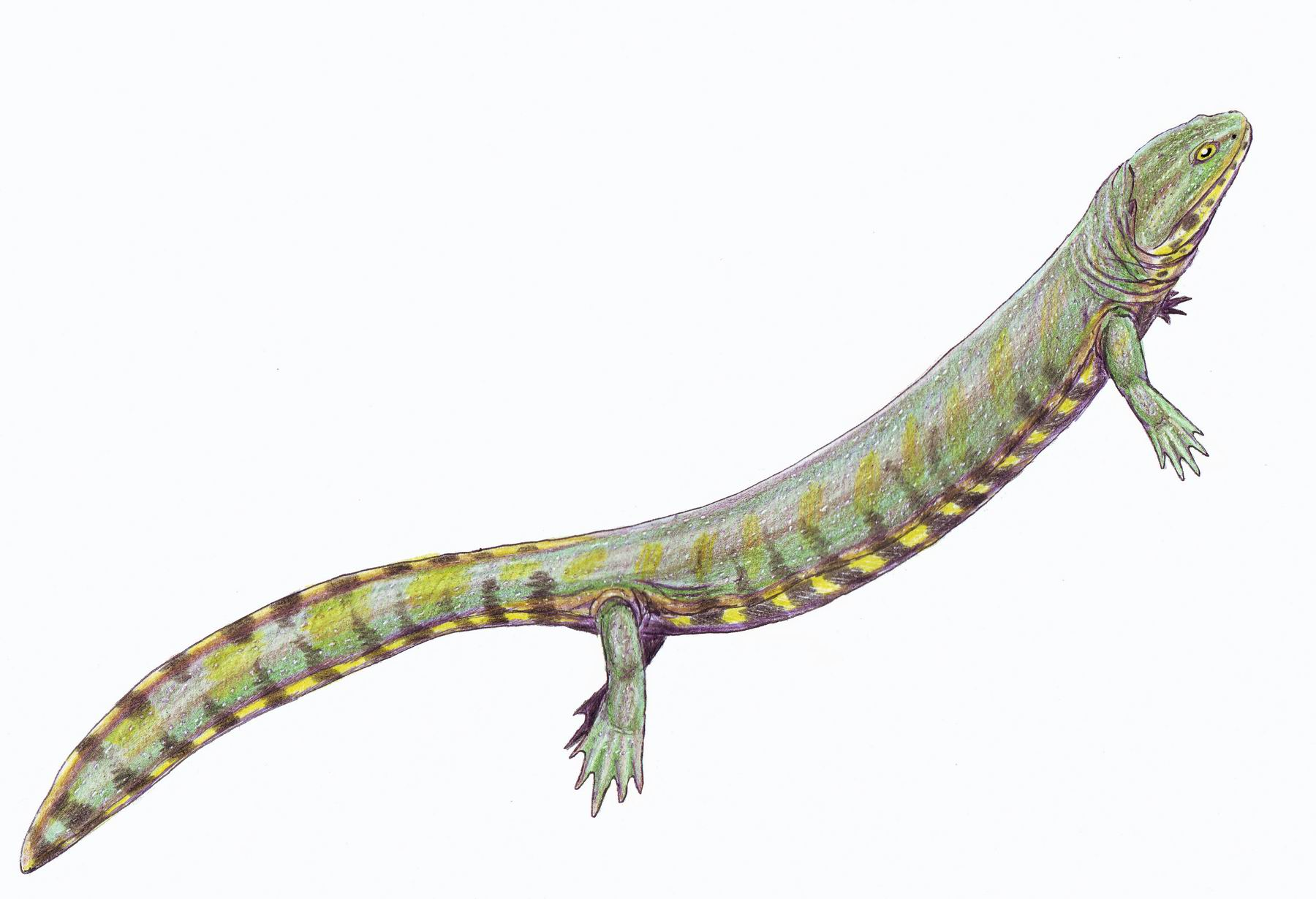
Kotlassia in een meer aquatische interpretatie

De typesoort Kotlassia prima werd in 1921 benoemd door W.P. Amalitzki. De geslachtsnaam verwijst naar de stad. De soortaanduiding betekent 'de eerste'.
Het holotype is PIN 2005/74. Het bestaat uit een vrij volledig skelet met schedel. Verschillende losse botten en tanden zijn in de eenentwintigste eeuw aan de soort toegewezen.
Kotlassia werd ongeveer een meter lang.

## Ontdekking en naamgeving
In de jaren 1890 ontdekte de Russische paleontoloog Vladimir Amalitsky zoetwatersedimenten uit het Laat-Perm in Noord-Dvina, Oblast Arkhangelsk, Noord-Europees Rusland. De vindplaats, bekend onder de naam PIN 2005, bestaat uit een kreek met zandsteen en lensvormige ontsluitingen in een oeverwal, die veel bijzonder goed geconserveerde fossiele skeletten bevat, waaronder de holotypen van Inostrancevia en Kotlassia.
Vladimir Amalitzky benoemde en beschreef Kotlassia prima in 1921 op basis van het holotype exemplaar, een volledig skelet en een extra schedel; de extra schedel is beschreven als overgeprepareerd door Bulanov (2003). Vaak wordt ten onrechte aangenomen dat Kotlassia prima in 1898 door Amalitzky is beschreven.
Een tweede soort, Kotlassia secunda, werd ook benoemd door Amalitsky (1921), maar het is sindsdien geplaatst binnen het geslacht Karpinskiosaurus als Kotlassia secundus.
In 1935 identificeerde Aleksandra Paulinovna Anna Hartmann-Weinberg verschillende ribben en osteodermen die ze vond in Amalitsky's collectie, ten onrechte benoemd als Kotlassia prima. Later zou worden bevestigd dat dit de eerste chroniosuchide overblijfselen waren. Omdat Hartmann-Weinberg de ribben en osteodermen eerder foutief toeschreef aan Kotlassia, werden later ontdekte osteodermen en wervelkolommen - die oorspronkelijk toebehoorden aan chroniosuchiden - toegeschreven aan Kotlassia, voordat de correcties werden aangebracht.

## Classificatie
Kotlassia is verbonden met de familie Kotlassiidae, die tot de orde Seymouriamorpha behoort. Het is zeer omstreden waar Kotlassia precies onder valt, binnen een fylogenetische boom, maar recente analyses hebben ervoor gezorgd dat Kotlassia een basaal lid van Seymouriamorpha is.

## Beschrijving
Kotlassia werd ongeveer 1 meter lang en had veel amfibieachtige kenmerken.
Net als andere reptielen had Kotlassia twee sacrale wervels, maar hun ledematen waren over het algemeen kleiner met een meer 'salamanderachtig uiterlijk', wat te zien was aan de langere romp en kortere poten, wat duidde op een aquatische levensstijl.
Ook de schedel van Kotlassia was klein, met een korter rostrum, slanke stapes en meer dorsaal gerichte oogkassen. Hoewel de volwassen vorm terrestrisch was, wordt verondersteld dat Kotlassia een aquatisch larvenstadium had, vergelijkbaar met Discosauriscus en Seymouria.

### Schedel
Veel seymouriamorfen hadden scherpe, licht gebogen, conische tanden en tanden in het verhemelte, wat wijst op een roofzuchtige levensstijl. Ze hadden ook labyrintische marginale tanden, waarbij Kotlassia een kleine rij labyrintische tanden had op de palatinale en transversale botten, die een S-vormige rij aan elke kant vormden. De tandgrootte neemt geleidelijk af naarmate de interne neusholte zich verder weg bevindt. Kotlassia had dezelfde soort plooien in de tandwanden als de typische labyrinthodont - zoals Benthosuchus sushkini. Zowel Kotlassia als Benthosuchus hadden hetzelfde aantal vouwen en er wordt aangenomen dat Kotlassia vanwege hun sterk vergelijkbare tandstructuren dezelfde volgorde van tandwisseling had als Benthosuchus sushkini.
De tanden van de Kotlassia zijn vrij klein en ze hebben geen grote slagtanden op de verhemeltebeenderen van de schedel of de onderkaak. De schedel van de Kotlassia is over het algemeen kort en breed, met een gemiddelde lengte van 7,5 tot 12,5 centimeter en een breedte van 8,5 tot 14 centimeter. De dermale beenderen die het schedeldak vormen zijn vergelijkbaar met typische labyrinthodonten en worden bedekt door een structuur van ronde cellen, waarbij de ronde cellen op sommige beenderen de vorm aannemen van lange groeven (pariëtale, jukbeen, quadratojugale, squamosum). De oogkassen liggen ook vrij ver uit elkaar op de schedel en wordt omgeven door vijf botten (het lacrimale, pre- en postfrontale, postorbitale en jukbeen, waarbij het jukbeen duidelijk groter is dan de andere vier), terwijl de externe neusholte zich op het meest anterieure deel van de schedel bevindt. Er is ook een grote pijnappelklieropening. Bovendien is de otische kerf zo diep dat hij zo ver in het schedeldak doordringt dat er geen contact is tussen de squamosale en de tabula. De stapes van Kotlassia was een relatief klein gehoorbeentje met een iets verdikte top - die naar de otische kerf was gericht, vermoedelijk verbonden met een tympanisch membraan - en een brede basis die wordt doorboord door een klein kanaal. De basis van de stapes blijft ook niet binnen de randen van de fenestra ovalis, wat erop wijst dat het interval tussen de rand van de paroccipitale en de stapes bedekt was met een kraakbenig operculum, vergelijkbaar met moderne salamanders en kikkers.

### Wervels en aanhangsel skelet
Net als Seymouria heeft Kotlassia een lang dorsaal transversaal uitsteeksel, diep op de voorste wervels en korter posterieur. Het wervellichaam is amficoel (dubbel concaaf) en in het midden is een smal kanaal voor de notochorda te zien. Bovendien zijn de wervelbogen volledig vergroeid met het centrum en is de neurale wervelkolom zwak ontwikkeld.
Bij Kotlassia heeft de clavicula een grote processus prescapularis en is sterk uitgebreid; het buitenoppervlak waar de processus prescapularis afloopt is bedekt met dezelfde ronde cellulaire sculpturen als de huidbeenderen van de schedel. Na het passeren van het ventrale oppervlak van het sleutelbeen veranderen de ronde cellen geleidelijk in langwerpige groeven. Er is ook een goed ontwikkeld cleithrum achter de processus prescapularis. Het darmbeen, zitbeen en schaambeen van Kotlassia zijn volledig verbeend en volledig met elkaar vergroeid. De scheenbeenderen en het dijbeen van Kotlassia zijn respectievelijk relatief groot en lang, en omdat de middenvoetsbeentjes niet goed bewaard zijn gebleven, is het moeilijk om nauwkeurig te bepalen hoeveel vingerkootjes hij had - maar er wordt aangenomen dat het er ongeveer vier waren.